# Сизерон, Гийом
Гийо́м Сизеро́н (фр. Guillaume Cizeron; род. 12 ноября 1994 года, Монбризон, Франция) — французский фигурист, выступающий в танцах на льду с Габриэлой Пападакис. Они — олимпийские чемпионы (2022), серебряные призёры Олимпийских игр (2018), пятикратные чемпионы мира (2015, 2016, 2018, 2019, 2022), пятикратные чемпионы Европы (2015—2019), двукратные победители финала Гран-при (2017, 2019) и семикратные чемпионы Франции (2015—2020, 2022).
По состоянию на 26 марта 2022 года танцевальная пара занимает 6-е место в рейтинге Международного союза конькобежцев (ИСУ).

## Карьера
Гийом в 2008 встал в пару с Габриэлой Пападакис. Долгое время они тренировались у матери Габриэлы — Катерины Пападакис. Пара четыре раза участвовала в чемпионатах мира среди юниоров, и наивысшим их достижением на этом турнире стало 2-е место в 2013 году. Также вторыми они были в финале юниорского Гран-при в конце 2012 года в Сочи, выиграв перед этим два этапа.
С осени 2013 года пара начала выступления в взрослых соревнованиях. Стали серебряными призёрами чемпионата Франции 2014 года, попутно превысив свои достижения. Были включены в состав сборной Франции на европейское первенство после того, как с чемпионата снялись лидеры французской сборной Натали Пешала и Фабьян Бурза. Однако не справились с волнением в свой дебютный чемпионат и оказались в середине таблицы. Пара попала в запас на Олимпийские игры в Сочи. Французская федерация после сочинской Олимпиады направила пару в марте на чемпионат мира в Японию. Спортсмены выступили здесь лучше, чем на европейском турнире.

### 2014—2015
В межсезонье пара сменила тренеров и хореографов и перебралась в Канаду. Послеолимпийский сезон пара начала на турнире в Канаде. Заняли первое место и улучшили свои показатели в произвольном танце и сумме. Главный сюрприз ожидал пару через месяц на этапе Гран-при в Шанхае. В коротком танце фигуристы улучшили свои достижения, заняв третье место. На следующий день произвольный танец был прекрасно продемонстрирован, и фигуристы намного превысили свои прежние результаты, по сумме баллов заняли первое место, опередив при этом действующих чемпионов мира и Европы итальянцев Анну Каппеллини и Луку Ланотте. Так Пападакис/Сизерон из запасных сразу шагнули в лидеры. На домашнем этапе Гран-при пара в очередной раз повысила все свои достижения в двух видах и заняла первое место. Это позволило им без проблем выйти в финал Гран-при, где они выиграли бронзовые медали. Вскоре они впервые выиграли французский чемпионат. Триумф пары пришёлся на европейский чемпионат в январе 2015 года в Стокгольме и Чемпионат мира 2015 года в Шанхае, где спортсмены превосходно выступили в двух видах программы и завоевали золотые медали. В середине апреля на заключительном старте сезоне на командном чемпионате мира в Японии пара удачно выступила в обеих видах программ.

### 2015—2016
Летом 2015 года на тренировке фигуристка получила сильное сотрясение мозга и была госпитализирована с неясными прогнозами на сезон 2015—2016. 11 ноября 2015 года было объявлено, что пара пропустит этапы Гран-при по фигурному катанию. Но после этого спортсмены уверенно выиграли чемпионат страны 2016 года. На европейском чемпионате через месяц в Братиславе фигуристы выступили очень хорошо. Пара после короткой программы шла вторыми, однако после произвольной они сумели переместиться на первое место и стать двукратными европейскими чемпионами. В начале апреля в Бостоне на мировом чемпионате французские фигуристы стали двукратными чемпионами мира и улучшили все свои прежние спортивные достижения. При этом в произвольной программе был установлен мировой рекорд.

### 2016—2017

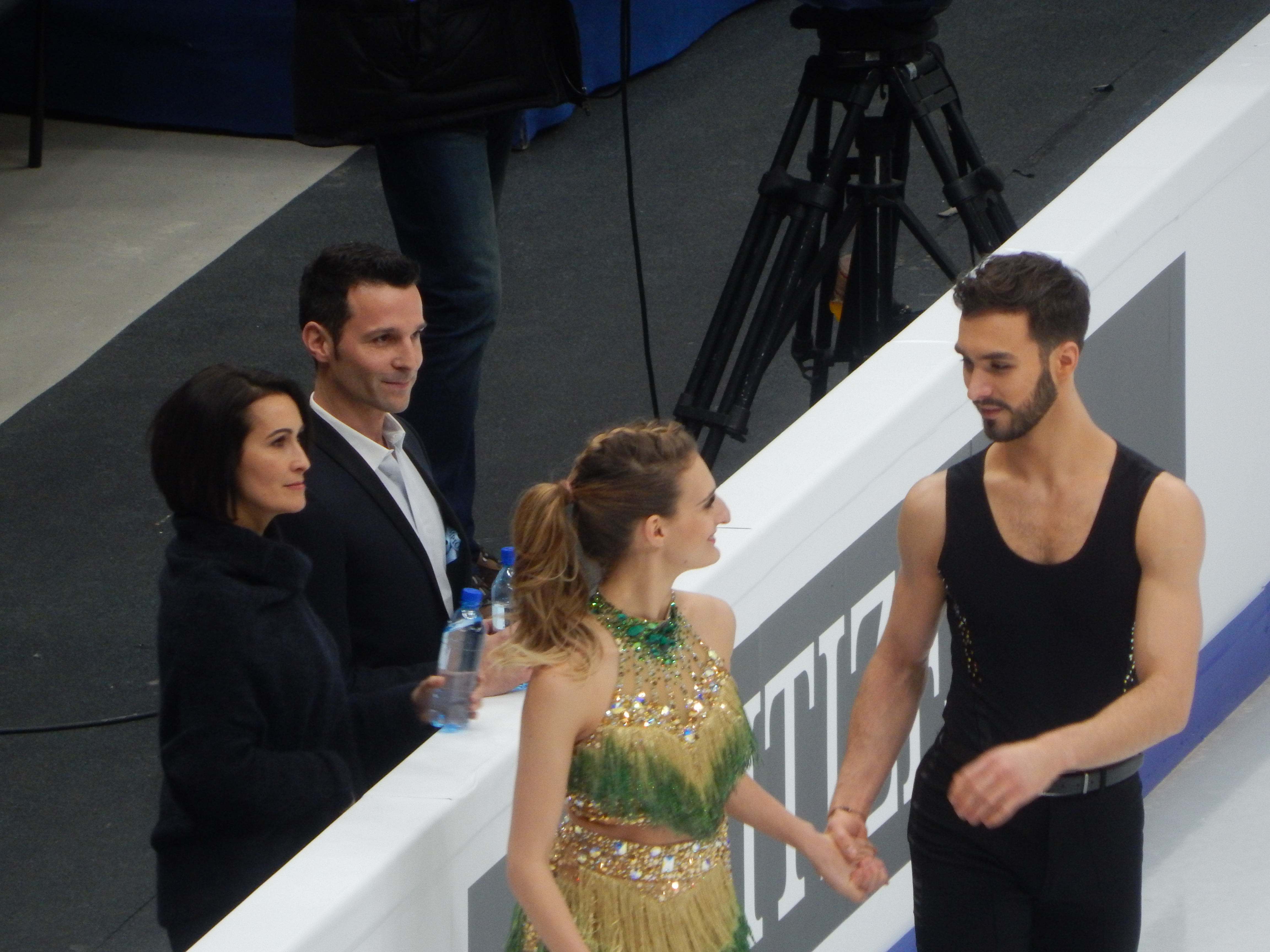
Сизерон (крайний справа) перед выступлением в коротком танце на чемпионате Европы в Москве. У бортика — тренеры пары М.-Ф. Дюбрей и Р. Агеноэр

В середине ноября французские танцоры начали предолимпийский сезон выступив на домашнем этапе Гран-при в Париже, где на турнире Trophée de France они уверенно заняли первое место и улучшили своё прежнее достижение в коротком танце. В конце ноября они выступали на заключительном этапе Гран-при в Саппоро, где уверенно заняли второе место. Это позволило им уверенно выйти в финал Гран-при, в Марселе. Дома в упорной борьбе они сумели занять второе место. В середине декабря пара приняла участие в очередном чемпионате Франции в Кане, где они уверенно, в очередной раз, финишировали с золотыми медалями. В конце января французские спортсмены выступали в Остраве на европейском чемпионате. После короткой программы танцоры занимали третье место, однако после произвольной в очередной раз стали чемпионами.

### 2017—2018, Олимпийские игры
Олимпийский сезон 2017—2018 французская пара начала в начале октября в Эспоо, на Трофее Финляндии, который они выиграли. В начале ноября пара выступила на китайском этапе в Пекине серии Гран-при, где они финишировали с рекордами в сумме и произвольном танце и с золотыми медалями. В середине ноября спортсмены выступили на домашнем этапе Гран-при, где они уверенно вновь завоевали золотые медали. Это позволило им выйти в Финал Гран-при. В Нагое они в упорной борьбе финишировали с золотыми медалями. Им удалось установить мировой рекорд в коротком танце. На национальном чемпионате в Нанте они уверенно в очередной раз стали чемпионами страны.
На Чемпионате Европы в Москве французы вновь были вне конкуренции, уверенно победив. В коротком танце побить свой мировой рекорд им не удалось, а в произвольном смогли улучшить своё же достижение. Пара набрала 121,87 баллов, побив мировые рекорды как в произвольном танце, так и по сумме баллов (203,16). В середине февраля в Канныне на личном турнире Олимпийских игр французские фигуристы финишировали вторыми. Им также удалось улучшить все свои прежние достижения.
На чемпионате мира в Милане, Габриэла и Гийом стали победителями, вновь установив мировые рекорды в коротком и произвольном танце.

## Личная жизнь
17 мая 2020 года, в международный день борьбы с гомофобией и трансфобией, совершил каминг-аут, выложив в Instagram фото своего парня.

## Программы
| Сезон     | Ритм-танец                                                                                | Произвольный танец                                                                              | Показательные номера                                             |
| --------- | ----------------------------------------------------------------------------------------- | ----------------------------------------------------------------------------------------------- | ---------------------------------------------------------------- |
| 2021—2022 | - Хип-хоп: «Made to Love» - Блюз: «You & I» Джон Ледженд                                  | - «Élégie» Габриель Форе                                                                        | - «Avec Le Temps» Лео Ферре                                      |

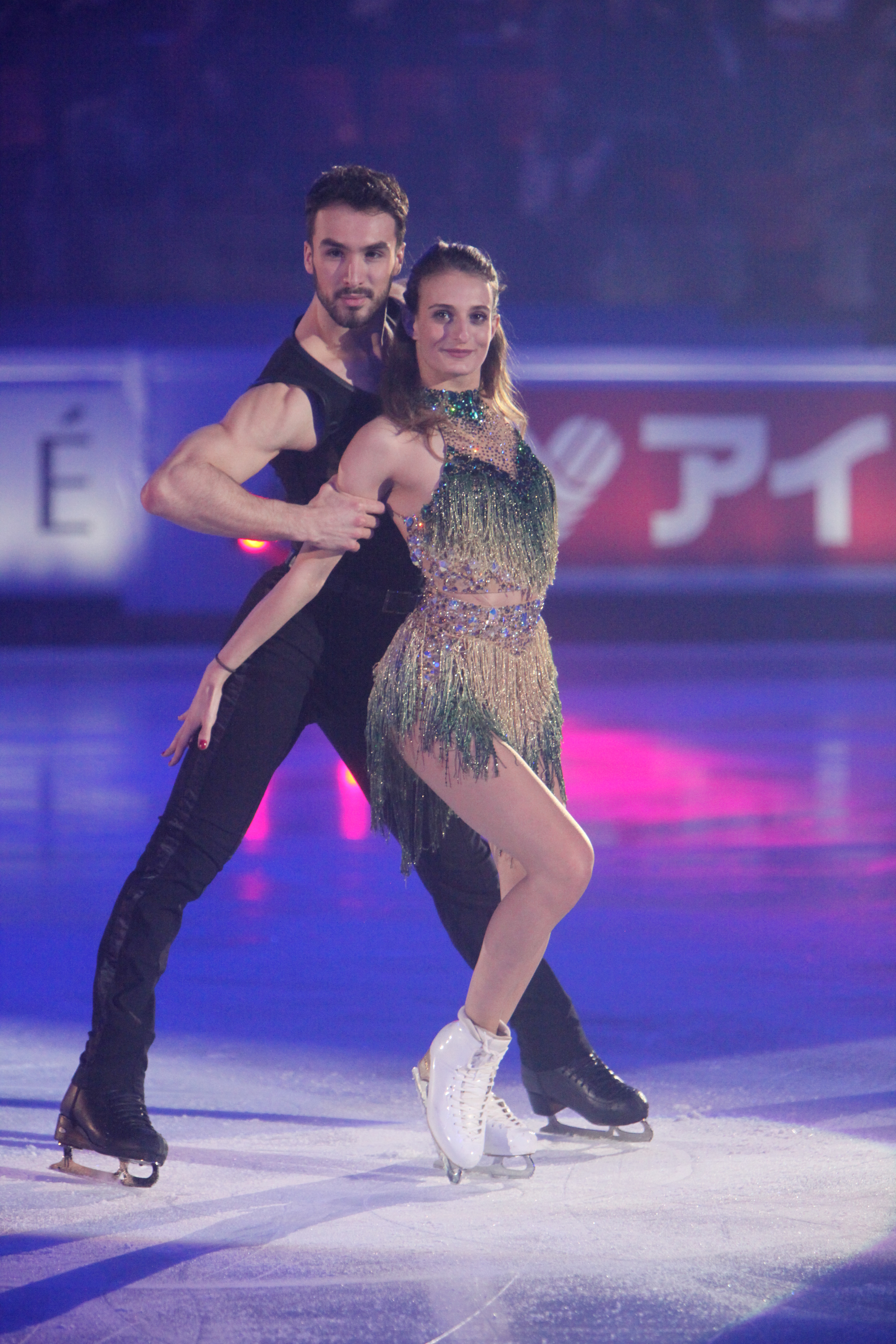
Пападакис и Сизерон на Гран-при Франции 2018

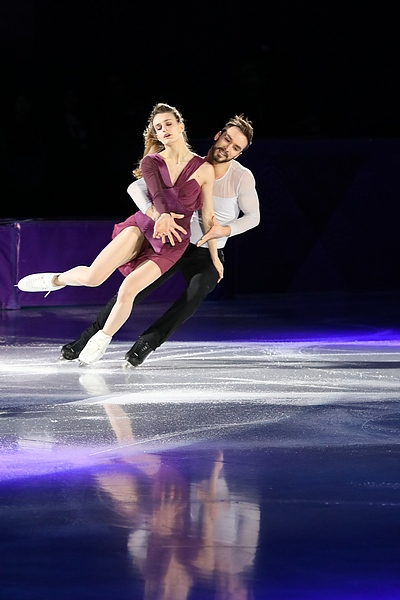
Пападакис и Сизерон на Зимних Олимпийских играх 2018

| 2019—2020 | - Диско и блюз: Саундтрек к фильму «Слава» Айрин Кара, Майкл Гор, Дин Питчфорд            | - «Find Me» Forest Blakk - «Danny» - «Suspects» Оулавюр Арнальдс                                | - «For Island Fires and Family» - «Power Over Me» Дермот Кеннеди |
| 2018—2019 | - Танго: «Oblivion» - «Весна в Буэнос-Айресе» Астор Пьяццолла в исполнении Гидона Кремера | - «Duet» - «Sunday Afternoon» Рейчел Ямагата                                                    | - «Shape of You» - «Thinking Out Loud» Эд Ширан                  |
| 2017—2018 | - Самба: «Shape of You» - Румба:«Thinking Out Loud» Эд Ширан                              | - «Лунная соната» Людвиг ван Бетховен                                                           | - «Pray You Catch Me» Бейонсе                                    |
| 2016—2017 | - Блюз: «Bittersweet» Club des Belugas - Свинг: «Diga Diga Doo» Big Bad Voodoo Daddy      | - «Stillness» Nest - «Oddudua» Альдо Лопес Гавилан - «Happiness Does Not Wait» Оулавюр Арнальдс | - «Belvedere» Джеймс Грунтц                                      |
| 2015—2016 | - Вальс: «Charms» (из фильма «МЫ. Верим в любовь») Абель Коженёвский                      | - «Rain, In Your Black Eyes» Эцио Боссо - «To Build a Home» The Cinematic Orchestra             | - «Can't Feel My Face» The Weeknd                                |
| 2014—2015 | - Пасодобль: «Escobilla» - Фламенко: «Farruca» Кристина Ойос                              | - «Adagio from Concerto No. 23» Вольфганг Амадей Моцарт                                         | - «Take Me to Church» Хозиер                                     |
| 2013—2014 | - Квикстеп: «Cool Cat in Town» Tape Five - Фокстрот: «Бурлеск»                            | - «Iron» - «Run Boy Run» Woodkid - «Brotsjor» Оулавюр Арнальдс                                  | - «Million Dollar Man» Лана Дель Рей                             |
| 2012—2013 | - Блюз: «Minnie the Moocher» Кэб Кэллоуэй - «The Dirty Boogie» The Brian Setzer Orchestra | - «Money» - «Hey You» Pink Floyd                                                                |                                                                  |
| 2011—2012 | - Румба: «Mondo Bongo» The Mescaleros - Ча-ча-ча: «Oye Como Va» Селия Крус                | - «Jailhouse Rock» - «So Glad You're Mine» - «Blue Suede Shoes» Элвис Пресли                    | - «Je dois m'en aller» Niagara                                   |
| 2010—2011 | - Вальс: «C'était Salement Romantique» Cœur de pirate                                     | - «A Fuego Lento» Горацио Салган - «Rapsodia de Anabal» Хосе Либателла                          |                                                                  |

## Результаты

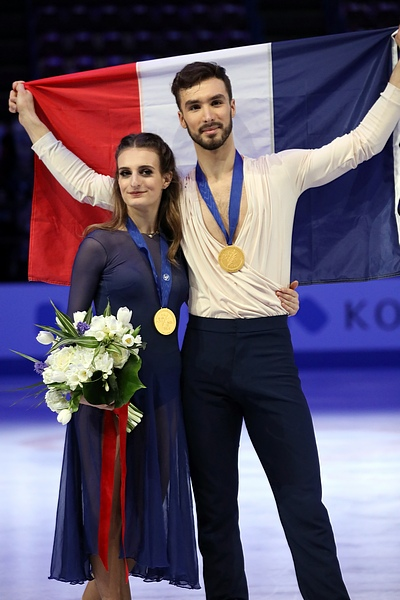
Пападакис и Сизерон на церемонии награждения на чемпионате мира 2018

(В паре с Габриэлой Пападакис)
| Соревнования                             | 08/09         | 09/10         | 10/11         | 11/12         | 12/13         | 13/14         | 14/15         | 15/16         | 16/17         | 17/18         | 18/19         | 19/20         | 20/21         | 21/22         |
| Международные                            | Международные | Международные | Международные | Международные | Международные | Международные | Международные | Международные | Международные | Международные | Международные | Международные | Международные | Международные |
| ---------------------------------------- | ------------- | ------------- | ------------- | ------------- | ------------- | ------------- | ------------- | ------------- | ------------- | ------------- | ------------- | ------------- | ------------- | ------------- |
| Зимние Олимпийские игры                  |               |               |               |               |               |               |               |               |               | 2             |               |               |               | 1             |
| Чемпионаты мира                          |               |               |               |               |               | 13            | 1             | 1             | 2             | 1             | 1             | C             |               | 1             |
| Чемпионаты Европы                        |               |               |               |               |               | 15            | 1             | 1             | 1             | 1             | 1             | 2             |               |               |
| Финалы Гран-при                          |               |               |               |               |               |               | 3             |               | 2             | 1             |               | 1             |               | C             |
| Этапы Гран-при. Cup of China             |               |               |               |               |               |               | 1             |               |               | 1             |               |               |               |               |
| Этапы Гран-при. Internationaux de France |               |               |               |               |               | 5             | 1             |               | 1             | 1             | 1             | 1             |               | 1             |
| Этапы Гран-при. Rostelecom Cup           |               |               |               |               |               | 7             |               |               |               |               |               |               |               |               |
| Этапы Гран-при. NHK Trophy               |               |               |               |               |               |               |               |               | 2             |               |               | 1             |               |               |
| Этапы Гран-при. Италии                   |               |               |               |               |               |               |               |               |               |               |               |               |               | 1             |
| Челленджеры. Autumn Classic              |               |               |               |               |               |               | 1             |               |               |               |               |               |               |               |
| Челленджеры. Finlandia Trophy            |               |               |               |               |               |               |               |               |               | 1             |               |               |               | 1             |
| Международный Кубок Ниццы                |               |               |               |               |               | 1             |               |               |               |               |               |               |               |               |
| Золотой конёк Загреба                    |               |               |               |               |               | 4             |               |               |               |               |               |               |               |               |
| Международные командные                  |               |               |               |               |               |               |               |               |               |               |               |               |               |               |
| Командные чемпионаты мира                |               |               |               |               |               |               | 6             |               |               |               | 4             |               |               |               |
| Национальные                             |               |               |               |               |               |               |               |               |               |               |               |               |               |               |
| Чемпионаты Франции                       |               |               |               |               |               | 2             | 1             | 1             | 1             | 1             | 1             | 1             |               | 1             |
| Master's de Patinage                     |               |               |               |               | 3             | 1             |               | 1             | 1             |               | 1             |               |               | 1             |
| Международные среди юниоров              |               |               |               |               |               |               |               |               |               |               |               |               |               |               |
| Чемпионаты мира среди юниоров            |               | 22            | 12            | 5             | 2             |               |               |               |               |               |               |               |               |               |
| Финалы юниорского Гран-при               |               |               |               |               | 2             |               |               |               |               |               |               |               |               |               |
| Этапы юниорского Гран-при. Австрия       |               |               | 3             |               | 1             |               |               |               |               |               |               |               |               |               |
| Этапы юниорского Гран-при. Эстония       |               |               |               | 4             |               |               |               |               |               |               |               |               |               |               |
| Этапы юниорского Гран-при. Франция       |               |               | 4             |               | 1             |               |               |               |               |               |               |               |               |               |
| Этапы юниорского Гран-при. Польша        |               |               |               | 4             |               |               |               |               |               |               |               |               |               |               |
| Этапы юниорского Гран-при. США           |               | 15            |               |               |               |               |               |               |               |               |               |               |               |               |
| NRW Trophy                               |               |               |               |               | 2 J           |               |               |               |               |               |               |               |               |               |
| International Trophy of Lyon             |               |               | 1 J           | 1 J           | 1 J           |               |               |               |               |               |               |               |               |               |
| Santa Claus Cup                          | 3 N           |               |               | 2 J           |               |               |               |               |               |               |               |               |               |               |

## Тренерская работа
Занимаясь в Монреале, он начал помогать своему тренеру и хореографу Мари-Франс Дюбрей в работе со спортивной парой Любовь Илюшечкина и Чарли Билодо.